# نورواک (کالیفرنیا)
نورواک (به انگلیسی: Norwalk) شهری در شهرستان لس‌آنجلس، کالیفرنیا ایالت کالیفرنیا است که در سرشماری سال ۲۰۱۰ میلادی، ۱۰۵۵۴۹ نفر جمعیت داشته‌است.